# Британская почта в Батуме
Британская почта в Батуме — почтовая служба, организованная военной администрацией Великобритании во время оккупации грузинского порта Батуми, которая в 1918—1920 годах выпускала собственные почтовые марки.

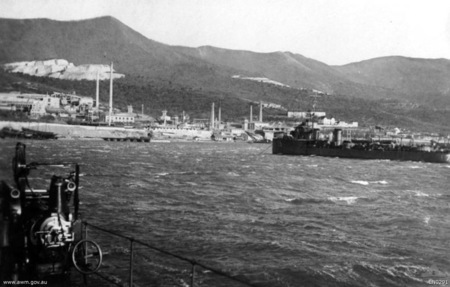
Корабли Королевского австралийского военно-морского флота у берегов Батума во время британской оккупации (декабрь 1918)

## Краткая историческая справка
Батуми (ранее — Батум) — город на черноморском побережье и с 1921 года столица Аджарии, автономной республики на юго-западе Грузии, территория которого во время Гражданской войны была оккупирована британскими вооружёнными силами.
В начале Первой мировой войны Батум входил в состав Российской империи и был административным центром Батумской области. В апреле 1918 года в город вошли войска Османской империи, а 15 декабря того же года, после поражения Центральных держав, — британские войска, которые оставались до июля 1920 года.

## Выпуски почтовых марок
Во время британской оккупации запасы почтовых марок подошли к концу, поэтому 4 апреля 1919 года британская администрация выпустила собственные марки. На беззубцовых марках с надписью «БАТУМСКАЯ ПОЧТА» было изображено растение, которое в русскоязычной филателистической литературе часто ошибочно называют «пальмой», в англоязычной — «деревом алоэ» (англ. aloe tree), а в действительности является кордилиной южной (Cordyline australis), которая произрастает в окрестностях города. Марки были отпечатаны литографским способом на сероватой бумаге.
13 апреля 1919 года британская администрация произвела первую переоценку. На марках Российской империи 17-го, 18-го, 20-го и 21-го выпусков была сделана двустрочная серо-чёрная надпечатка названия области: «БАТУМ. ОБ.» и нового номинала.
10 ноября 1919 года состоялся второй выпуск марок батумской почты с оригинальным рисунком. Все марки были снабжены надпечаткой с текстом «BRITISH / OCCUPATION» («Британская оккупация») и без неё не выпускались.
С 27 ноября 1919 по 10 марта 1920 года на оставшихся запасах марок России 17-го, 18-го и 21-го выпусков были сделаны разные надпечатки новых номиналов названия области и указания на британскую оккупацию. 1 апреля 1920 года надпечатки новой стоимости были сделаны на марках Батума оригинальных рисунков.
Высокая инфляция сделала к 1920 году необходимой повторный (третий) выпуск марок с «пальмой» (которые изначально имели номиналы от 5 копеек) с номиналами от 1 до 50 рублей. Эти марки вышли 19 июля 1920 года с надпечаткой «BRITISH OCCUPATION», однако известны все марки серии без надпечаток. Их степень редкости в 10 раз выше. Марки без надпечаток в обращении не были.

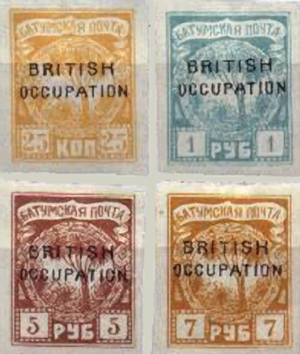
Марки Батума второго выпуска с надпечаткой «BRITISH / OCCUPATION», 1919 (Mi #13—14, 17—18; Yt #9—10, 13—14)
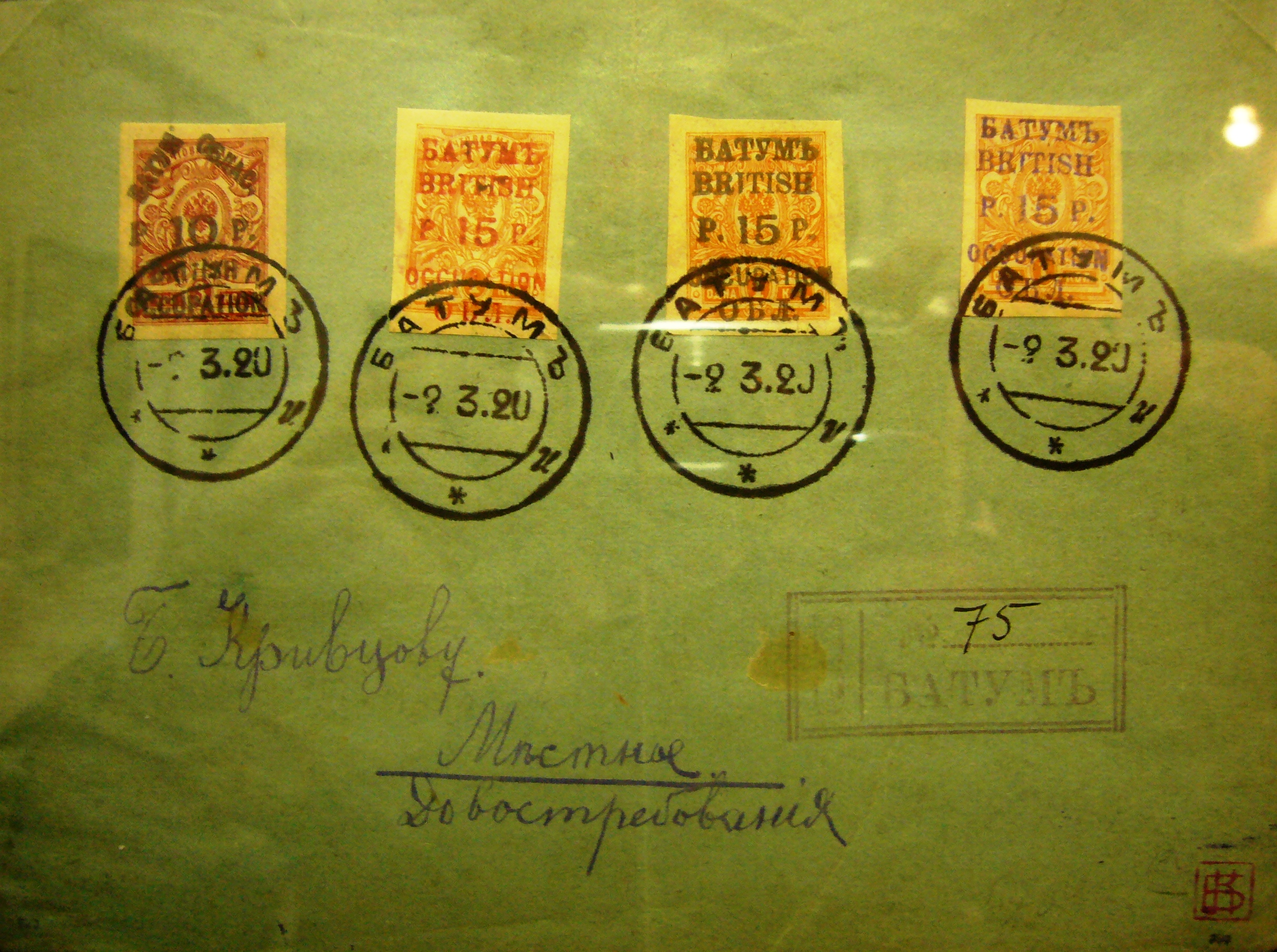
Конверт заказного письма Батума, прошедший почту и имеющий гашение от 2 марта 1920 года. На марках Российской империи стоят надпечатки: «БАТУМ. ОБЛАС. / Р. 10 Р. / BRITISH OCCUPATION» и «БАТУМЪ / BRITISH / Р. 15 Р. / OCCUPATION / ОБЛ.»
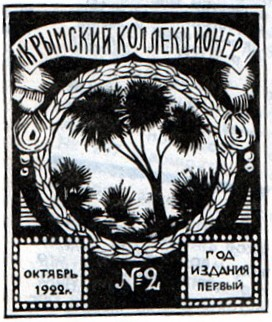
Обложка раннего советского филателистического журнала «Крымский коллекционер" (№ 2, октябрь 1922), для дизайна которой использован рисунок марки с «пальмой» (1919)

## Филателистическая ценность
Несмотря на непродолжительность британской оккупации, сохранилось множество почтовых, гербовых и иных марок с изображением кордилины южной (возможно, что марки допечатывались уже после окончания оккупации). Надпечатки на марках России встречаются нечасто, и в 2003 году некоторые из них стоили более 500 долларов США.

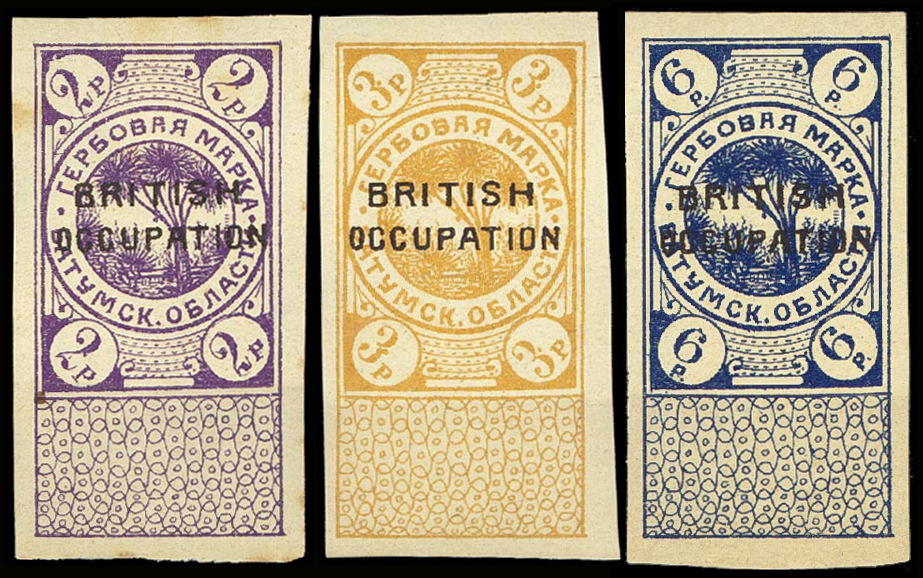
Гербовые марки Батума с изображением кордилины южной (1920, 2, 3 и 6 рублей)

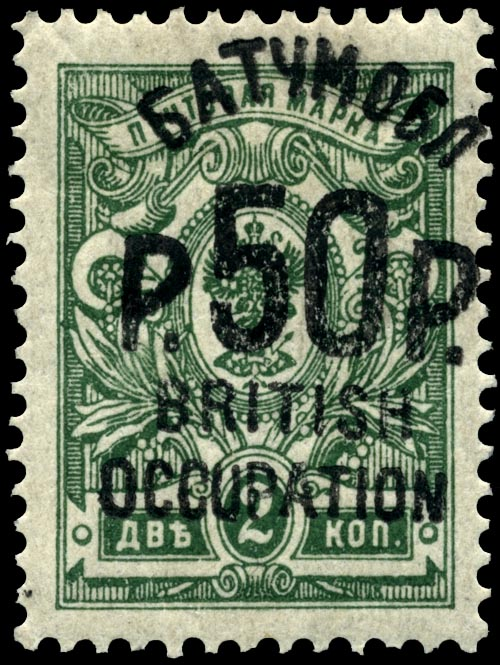
Поддельная надпечатка нового номинала в 50 рублей, с надписями «БАТУМ ОБЛ» и «BRITISH OCCUPATION», на двухкопеечной марке Российской империи (1919). Признаки подделки: отсутствие точек в русских сокращениях и точек над «i» в английском тексте

## Фальсификации
Встречается много фальсификаций и подделок как марок Батума, так и их надпечаток.
Почтовая администрация нынешней Грузии неоднократно оповещала Всемирный почтовый союз о современных фальшивых марках с надписью по-английски «Batumi Post» («Почта Батуми»).